# Coscinoptycha improbana
Coscinoptycha improbana is een vlinder uit de familie van de Carposinidae. De wetenschappelijke naam van de soort is voor het eerst geldig gepubliceerd in 1881 door Meyrick.